# Império do Espírito Santo das Bicas de Cabo Verde
O Império do Espírito Santo das Bicas de Cabo Verde é um Império do Espírito Santo português que se localiza na freguesia açoriana de SãoPedro,  lugar das Bicas de Cabo Verde, concelho de Angra do Heroísmo, ilha Terceira, arquipélago dos Açores.
Este Império do Espírito Santo tem a sua fundação no século XX mais precisamente no ano de 1958.